# Řepka (Lomnice)
Řepka je vesnice, část městyse Lomnice v okrese Brno-venkov v Jihomoravském kraji. Nachází se na okraji Hornosvratecké vrchoviny, v přírodním parku Svratecká hornatina, asi 2 km na jih od Lomnice. Žije zde 60 obyvatel. Katastrální území Řepky má rozlohu 1,24 km².

## Historie
První písemná zmínka o vsi je z roku 1531. Součástí Lomnice je Řepka od roku 1996.

## Obyvatelstvo
| Rok            | 1869 | 1880 | 1890 | 1900 | 1910 | 1921 | 1930 | 1950 | 1961 | 1970 | 1980 | 1991 | 2001 | 2011 | 2021 |
| -------------- | ---- | ---- | ---- | ---- | ---- | ---- | ---- | ---- | ---- | ---- | ---- | ---- | ---- | ---- | ---- |
| Počet obyvatel | 108  | 107  | 107  | 82   | 92   | 78   | 79   | 70   | 76   | 67   | 60   | 42   | 40   | 54   | 60   |
| Počet domů     | 13   | 13   | 13   | 13   | 13   | 13   | 13   | 14   | —    | 14   | 13   | 15   | 14   | 15   | 19   |

Vývoj počtu obyvatel